# اللوائح الصحية العالمية
اللوائح الصحية العالمية (2005) هي أداة قانونية معلقة حتى الآن ويراد تنفيذها، هدفها هو مساعدة الدول للتعاون من أجل إنقاذ حياة السكان والمحافظة على مصادر رزقهم  من خطر انتشار الأمراض على الصعيد الدولي وغيرها من الأمراض الصحية الأخرى، وتجنب التدخل بلا داع في مجالي التجارة والسفرالدوليين.
هدف اللوائح الصحية الدولية التي وُضعت عام 2005 هو الوقاية من تفشي الأمراض على الصعيد الدولي والوقاية منها ومراقبتها واستجابة الصحة العامة لها بطرق تتناسب مع مخاطر الصحة العامة وتقتصر عليها وتتفادى التدخل بلا داع في حركة النقل واتجارة الدوليتين.

## تاريخ

### تطور اللوائح الصحية العالمية - 1851 واستجاباتوباءالكوليرا
بدأت اللوائح الصحية العالمية مع الأنظمة الصحية الدولية في المؤتمر الدولي للصحة في باريس في عام 1851. وقد أوضحت أوبئة الكوليرا التي اجتاحت أوروبا في عامي 1830 و 1847 الحاجة إلى التعاون الدولي في مجال الصحة العامة.